# Solberg (Örnsköldsvik)
Solberg ist ein Ort (småort) in der Gemeinde Örnsköldsvik in der Provinz Västernorrlands län und der historischen Provinz (landskap) Ångermanland in Schweden.
Der Ort liegt zirka 90 km nordwestlich von Örnsköldsvik am Norra Anundsjöån, der hier jedoch noch Åbosjöån heißt. Bis 1995 war Solberg ein Tätort; 2000 lag die Einwohnerzahl jedoch erstmals unter 200 Personen, und er wurde als Småort klassifiziert. Hier liegt die Solberg kyrka, eine komplett aus Holz gebaute Kirche.

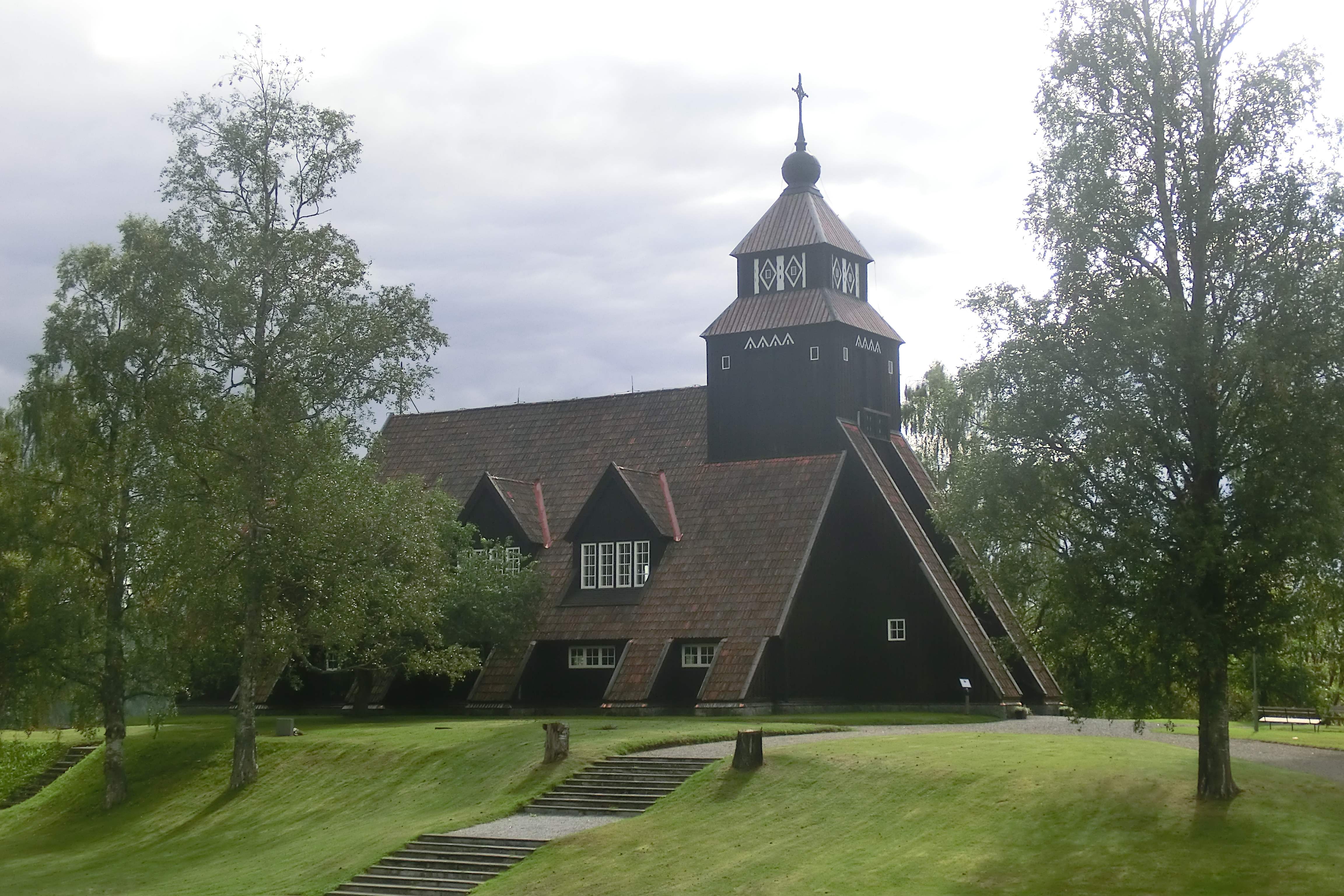
Kirche
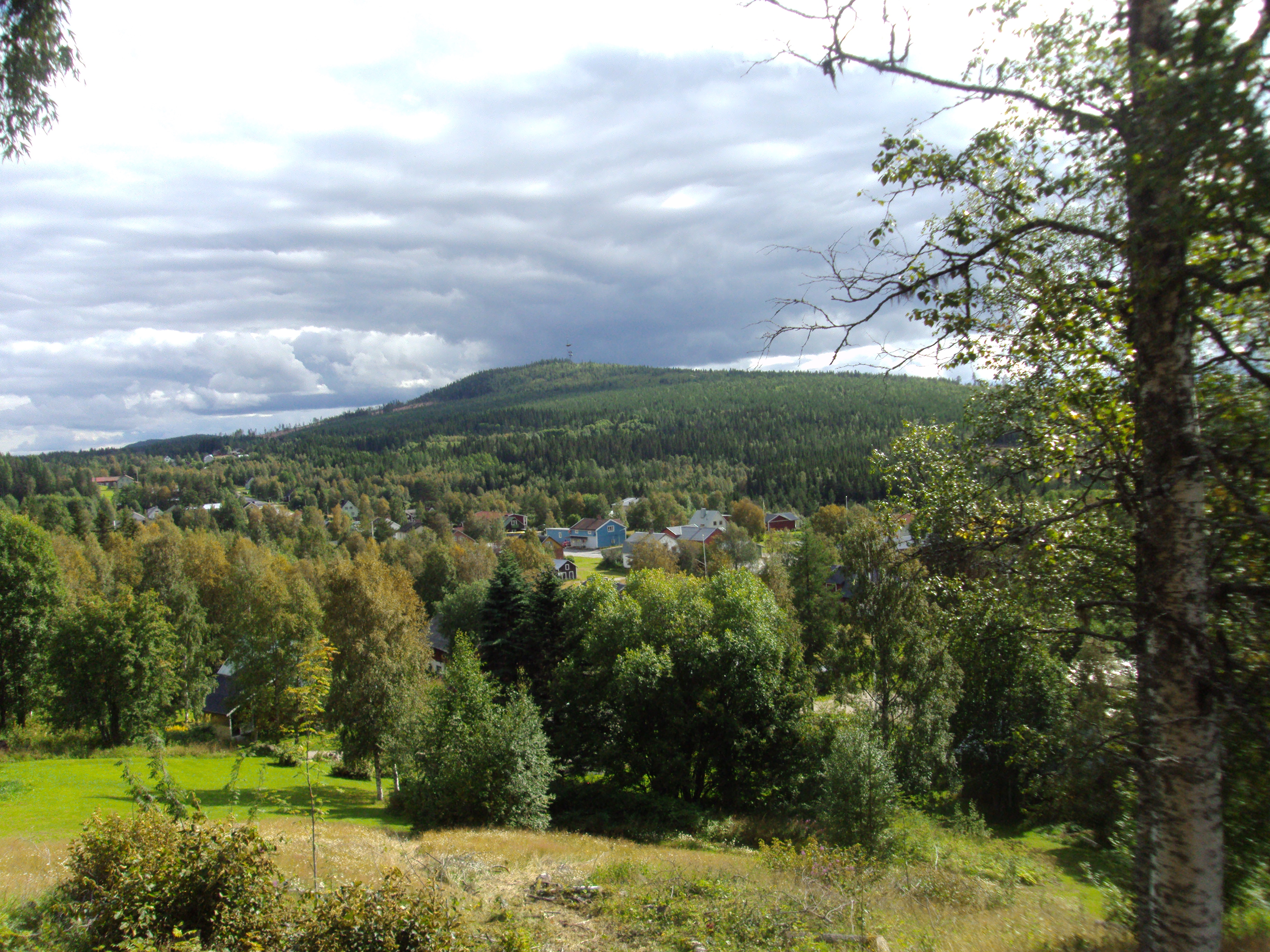
Aussicht über Solberg

## Bevölkerungsentwicklung
| Jahr | Einwohner |
| ---- | --------- |
| 1960 | 389       |
| 1965 | 369       |
| 1970 | 243       |
| 1975 | 255       |
| 1980 | 253       |
| 1990 | 261       |
| 1995 | 201       |
| 2000 | 170       |
| 2005 | 145       |
| 2010 | 102       |
| 2015 | 69        |